# Disa minor
Disa minor är en orkidéart som först beskrevs av Otto Wilhelm Sonder, och fick sitt nu gällande namn av Heinrich Gustav Reichenbach. Disa minor ingår i släktet Disa och familjen orkidéer. Inga underarter finns listade i Catalogue of Life.